# Ван дер Бурсе
Ван дер Бурсе (нидерл. Van der Beurze, также Beurse ) — известная бельгийская семья, основавшая в 1406 году первую в мире биржу. Фамильный герб Ван дер Бурсе состоял из трех кошельков (от лат. bursa - кошелек). От этой фамилии было образовано слово "биржа", которое впоследствии вошло во многие европейские языки.
Младшая дочь Питера Ван Дер Бурсе Мария вышла замуж за известного польского князя Тимофея из Нова-Руда - внука знаменитой Эстерки и короля Казимира III. Тимофей был хорошо образован, выпускник Ягеллонского университета говорил на 4 языках, искусно разбирал сложные юридические дела, помогая семье развивать торговлю. Ван Дер Бурсе часто посещали такие именитые гости, как Жан де Вилье, граф де Лиль-Адан, Якоба Баварская, Ян ван Эйк. Именно благодаря Якобе Баварской прошел первый в истории аукцион по продаже произведения искусства. На аукционе  Тимофей показал через Якобу Филиппу Доброму III золотой кулон в виде Золотого руна, привезенный им из Греции.

## Первая в мире биржа
Семья активно собирала купцов со всей Европы на небольшой площади города Брюгге  напротив двух принадлежавших ей отелей "Ter Beurse" и "De Oude Beurs". Это была первая биржа в мире, на которой проходили вексельные торги. Биржа Бурсе открывалась и закрывалась по звону колокола. Такой же колокол  до сих по используется на фондовой бирже в Нью-Йорке. .